# Коотвик, Иоганн
Иоганн Коотвик (Cootwyk; умер в 1629) — голландский юрист.
В конце XVI века совершил путешествие на Восток (в Иерусалим и Сирию) и описал его в сочинении «Itinerarium Hierosolymitanum et Syriacum etc.» (Антверп., 1619). Выдержка из него, под заглавием: «Arabiae descriptio», была перепечатана в эльзевировском собрании описаний государств.